# 취어 위키백과
취어 위키백과는 취어로 운영되는 위키백과 언어판이다. 2003년 11월 11일에 시작되었다. 기호는 tw이다.